# Danh sách giải thưởng và đề cử của Saoirse Ronan
Trong sự nghiệp diễn xuất của mình, Saoirse Ronan đã được công nhận với rất nhiều giải thưởng và đề cử, bao gồm một giải Quả Cầu Vàng, 4 đề cử giải Oscar và 5 đề cử giải BAFTA.
Khi cô chỉ mới 13 tuổi, Saoirse Ronan đã được đề cử giải Oscar cho nữ diễn viên phụ xuất sắc nhất trong phim "Atonement" (2007) của đạo diễn Joe Wright, một trong những người trẻ nhất từng được đề cử giải Oscar. Ngoài ra, cô cũng nhận được đề cử ở các giải thưởng Quả Cầu Vàng, giải BAFTA và giải Vệ tinh, tất cả đều ở hạng mục nữ diễn viên phụ xuất sắc nhất.
Tiếp nối sự thành công của bộ phim "Atonement" (2007), cô gặt hái thêm thành công trong bộ phim mới của cô The Lovely Bones (2009) của đạo diễn Peter Jackson. Cô được đóng với vai chính Susie Salmon, là một cô bé 13 tuổi bị gã hàng xóm (Stanley Tucci thủ vai) cưỡng hiếp và sát hại dã man, khi chết hồn của cô bé vẫn chưa lên thiên đường mà vẫn ở đâu đó dõi theo gia đình và những người thân yêu. Mặc dù nhận được những đánh giá trái chiều, diễn xuất của Saoirse Ronan được đánh giá cao và được so sánh với các diễn viên nổi tiếng của phim lúc bấy giờ như Mark Wahlberg, Rachel Weisz và Stanley Tucci. Nhờ có vai diễn này mà cô được đề cử giải BAFTA thứ hai, lần này là ở hạng mục Nữ diễn viên chính xuất sắc nhất và giải BFCA cũng ở hạng mục Nữ diễn viên chính xuất sắc nhất.
Sáu năm sau, Saoirse Ronan tham gia vào bộ phim Brooklyn của đạo diễn John Crowley với vai diễn Éilis Lacey - một cô gái Ireland quyết định rời khỏi mảnh đất quê hương để đến thành phố Brooklyn tìm một cuộc sống mới. Hai năm sau đó, cô tham gia vào bộ phim đánh dấu cho lần hợp tác đầu tiên của cô với nữ đạo diễn Greta Gerwig trong bộ phim tuổi mới lớn Lady Bird (2017) vào vai nữ chính Christine "Lady Bird" McPherson. Với cả hai phim, Saoirse Ronan đã nhận được đề cử giải Oscar, giải Quả Cầu Vàng, giải BAFTA, giải SAG và giải BFCA ở hạng mục Nữ diễn viên chính xuất sắc nhất, và giành được một giải Quả Cầu Vàng cho nữ diễn viên phim ca nhạc hoặc phim hài xuất sắc nhất.
Vào năm 2019, cô có cơ hội hợp tác lần thứ hai với Greta Gerwig trong bộ phim chính kịch, cổ trang Little Women chuyển thể từ cuốn tiểu thuyết nổi tiếng cùng tên của nữ nhà văn Louisa May Alcott. Bộ phim nói về cuộc sống của bốn chị em nhà March (Meg, Jo, beth và Amy) và những sự thay đổi xảy ra trong quá trình trưởng thành của họ. Ronan vào vai cô chị thứ Jo là nhân vật trung tâm của câu chuyện và một lần nữa, diễn xuất của cô được khen ngợi, tiếp tục mang về cho cô nhiều đề cử giải thưởng danh giá: giải Oscar, giải Quả Cầu Vàng, giải BAFTA và giải BFCA cho nữ diễn viên chính xuất sắc nhất.
Cùng với những thành công này, cô trở thành người trẻ thứ hai nhận được 4 đề cử giải Oscar khi mới 25 tuổi 6 tháng, chỉ đứng sau Jennifer Lawrence.

## Các giải thưởng chính
| Giải thưởng       | Năm  | Hạng mục                                              | Phim                     | Kết quả |
| ----------------- | ---- | ----------------------------------------------------- | ------------------------ | ------- |
| Giải Oscar        | 2008 | Nữ diễn viên phụ xuất sắc nhất                        | Atonement                | Đề cử   |
| Giải Oscar        | 2016 | Nữ diễn viên chính xuất sắc nhất                      | Brooklyn                 | Đề cử   |
| Giải Oscar        | 2018 | Nữ diễn viên chính xuất sắc nhất                      | Lady Bird                | Đề cử   |
| Giải Oscar        | 2020 | Nữ diễn viên chính xuất sắc nhất                      | Little Women             | Đề cử   |
| Giải Quả Cầu Vàng | 2008 | Nữ diễn viên điện ảnh phụ xuất sắc nhất               | Atonement                | Đề cử   |
| Giải Quả Cầu Vàng | 2016 | Nữ diễn viên phim chính kịch xuất sắc nhất            | Brooklyn                 | Đề cử   |
| Giải Quả Cầu Vàng | 2018 | Nữ diễn viên phim ca nhạc hoặc phim hài xuất sắc nhất | Lady Bird                | Thắng   |
| Giải Quả Cầu Vàng | 2020 | Nữ diễn viên phim chính kịch xuất sắc nhất            | Little Women             | Đề cử   |
| Giải BAFTA        | 2008 | Nữ diễn viên phụ xuất sắc nhất                        | Atonement                | Đề cử   |
| Giải BAFTA        | 2010 | Nữ diễn viên chính xuất sắc nhất                      | The Lovely Bones         | Đề cử   |
| Giải BAFTA        | 2016 | Nữ diễn viên chính xuất sắc nhất                      | Brooklyn                 | Đề cử   |
| Giải BAFTA        | 2018 | Nữ diễn viên chính xuất sắc nhất                      | Lady Bird                | Đề cử   |
| Giải BAFTA        | 2020 | Nữ diễn viên chính xuất sắc nhất                      | Little Women             | Đề cử   |
| Giải SAG          | 2015 | Dàn diễn viên điện ảnh xuất sắc nhất                  | The Grand Budapest Hotel | Đề cử   |
| Giải SAG          | 2016 | Nữ diễn viên chính xuất sắc nhất                      | Brooklyn                 | Đề cử   |
| Giải SAG          | 2018 | Nữ diễn viên chính xuất sắc nhất                      | Lady Bird                | Đề cử   |
| Giải SAG          | 2018 | Dàn diễn viên điện ảnh xuất sắc nhất                  | Lady Bird                | Đề cử   |
| Giải BFCA         | 2008 | Diễn viên trẻ xuất sắc nhất                           | Atonement                | Đề cử   |
| Giải BFCA         | 2010 | Diễn viên trẻ xuất sắc nhất                           | The Lovely Bones         | Thắng   |
| Giải BFCA         | 2010 | Nữ diễn viên chính xuất sắc nhất                      | The Lovely Bones         | Đề cử   |
| Giải BFCA         | 2012 | Diễn viên trẻ xuất sắc nhất                           | Hanna                    | Đề cử   |
| Giải BFCA         | 2015 | Dàn diễn viên xuất sắc nhất                           | The Grand Budapest Hotel | Đề cử   |
| Giải BFCA         | 2016 | Nữ diễn viên chính xuất sắc nhất                      | Brooklyn                 | Đề cử   |
| Giải BFCA         | 2018 | Nữ diễn viên chính xuất sắc nhất                      | Lady Bird                | Đề cử   |
| Giải BFCA         | 2018 | Dàn diễn viên xuất sắc nhất                           | Lady Bird                | Đề cử   |
| Giải BFCA         | 2018 | Nữ diễn viên xuất sắc nhất trong phim hài             | Lady Bird                | Đề cử   |
| Giải BFCA         | 2020 | Nữ diễn viên chính xuất sắc nhất                      | Little Women             | Đề cử   |